# NGC 2997
NGC 2997 (również PGC 27978 lub UGCA 181) – galaktyka spiralna z poprzeczką (SBc), znajdująca się w gwiazdozbiorze Pompy. Została odkryta 4 marca 1793 roku przez Williama Herschela.
W galaktyce tej zaobserwowano supernowe SN 2003jg i SN 2008eh.